# Джеланды (Абайская область)
Джеланды (каз. Жыланды) — село в Бескарагайском районе Абайской области Казахстана. Входит в состав Глуховского сельского округа. Код КАТО — 633637500.

## Население
В 1999 году население села составляло 507 человек (252 мужчины и 255 женщин). По данным переписи 2009 года, в селе проживало 450 человек (229 мужчин и 221 женщина).